# Mark Otten
Pour les articles homonymes, voir Otten.
Mark Otten est un footballeur néerlandais, né le 2 septembre 1985 à Nimègue aux Pays-Bas. Il évolue comme défenseur polyvalent.

## Palmarès
SBV Excelsior
- Eerste divisie (1) : 2006

 Ferencváros TC
- Championnat de Hongrie (1) : 2013